# Francisco Ibáñez Velázquez
Francisco Sebastián Ibáñez Velázquez (La Paloma, 17 aprile 1998) è un calciatore uruguaiano, difensore dell'Albion.

## Caratteristiche tecniche
È un difensore centrale.

## Carriera
Cresciuto nel settore giovanile del Racing Montevideo, ha debuttato in prima squadra il 29 luglio 2018 disputando l'incontro di Primera División Profesional pareggiato 0-0 contro l'Atenas.